# Зиштедт
Зиштедт (нем. Siestedt) — деревня в Германии, в земле Саксония-Анхальт. Входит в состав города Эбисфельде-Веферлинген района Бёрде.
Население составляет 588 человек (на 31 декабря 2006 года). Занимает площадь 14,91 км².
Зиштедт ранее имел статус общины (коммуны) и подразделялся на 2 сельских округа. 1 января 2010 года объединён вместе с рядом соседних населённых пунктов, образовав новый город Эбисфельде-Веферлинген. Последним бургомистром общины Зиштедт был Михаэль Хайлигтаг.